# Juan Carlos Villarreal Aguilar
Juan Carlos Villarreal Aguilar (* 1975) ist ein panamaischer Botaniker und Bryologe. Seine Forschungsschwerpunkte sind die Systematik der Bryophyten (Moose und Flechten), molekulare und evolutionäre Systematik, Symbiosen zwischen Pflanzen und Cyanobakterien sowie die funktionelle Genomik. Sein botanisches Autorenkürzel lautet „J.C.Villarreal“

## Leben
Villarreal erlangte 2003 den Bachelor of Science in Biologie an der Universidad de Panamá in Panama-Stadt. 2005 machte er mit der Prüfschrift A comparative anatomical and ultrastructural study of two phylogenetically significant hornworts: Leiosporoceros dussii and Phaeoceros fimbriatus seinen Masterabschluss in Pflanzenbiologie an der Southern Illinois University Carbondale. 2011 wurde er mit der Dissertation Evolutionary affinities of the southern Appalachian clonal hornwort, Nothoceros aenigmaticus and the repercussions of clonality on genetic diversity unter der Leitung von Bernard Goffinet an der University of Connecticut zum Ph.D. in Evolutionsbiologie promoviert. 2014 absolvierte er seine Postdoc-Phase am Institut für Systematische Botanik der Ludwig-Maximilians-Universität München und des Botanischen Gartens München. Von Januar bis Juli 2015 war er wissenschaftlicher Mitarbeiter am Royal Botanic Garden Edinburgh. Von Juli 2015 bis Juli 2018 war er wissenschaftlicher Mitarbeiter am Smithsonian Tropical Research Institute in Panama. Im November 2015 wurde er Assistant Professor und im Juni 2020 ordentlicher Professor an der Universität Laval in Québec, Kanada.
Villarreal ist Inhaber eines Forschungslehrstuhls, der sich mit der Genomik und Metabolomik der Symbiose zwischen tropischen Pflanzen und Mikroben befasst. Er untersucht das Mikrobiom, die genomischen Grundlagen und den chemischen Reichtum der Symbiose zwischen tropischen Nacktsamern, stickstofffixierenden Bakterien und Pilzen.
Zu seinen Projekten zählen die Einrichtung eines systematischen Labors zur Untersuchung tropischer und arktischer Symbiosen zwischen Pflanzen und Mikroben sowie das Studium der räumlichen und zeitlichen Diversität der arktischen Flora und der damit verbundenen Cyanobakterien- und Pilzbiota. Villarreals Forschung befasst sich auch mit der Biodiversität, dem Naturschutz und dem Einfluss des Klimawandels auf die Moose und Flechten, die den Großteil der photosynthetischen Biomasse und die Grundlage der Nahrungskette in den borealen Regionen bilden.
Villarreal beschrieb und revidierte zahlreiche Taxa, darunter Phaeomegaceros R.J.Duff, J.C.Villarreal, Cargill & Renzaglia, Phaeoceros tigrinus (Gola) J.C.Villarreal, Nothoceros minarum (Nees) J.C.Villarreal, Nothoceros fuegiensis (Steph.) J.C.Villarreal, Nothoceros schizophyllus (Steph.) J.C.Villarreal, Phaeomegaceros squamuliger (Spruce) J.C.Villarreal, Phaeomegaceros foveatus (J.Haseg.) J.C.Villarreal, Nothoceros aenigmaticus J.C.Villarreal & K.D.McFarland, Folioceros dilatatus (Steph.) J.C.Villarreal & Cargill und Nothoceros superbus J.C.Villarreal, Hässel & N.Salazar.
Villarreal ist erster Vizepräsident der International Association of Bryologists (IAB).